# Igreja dos Pastorinhos

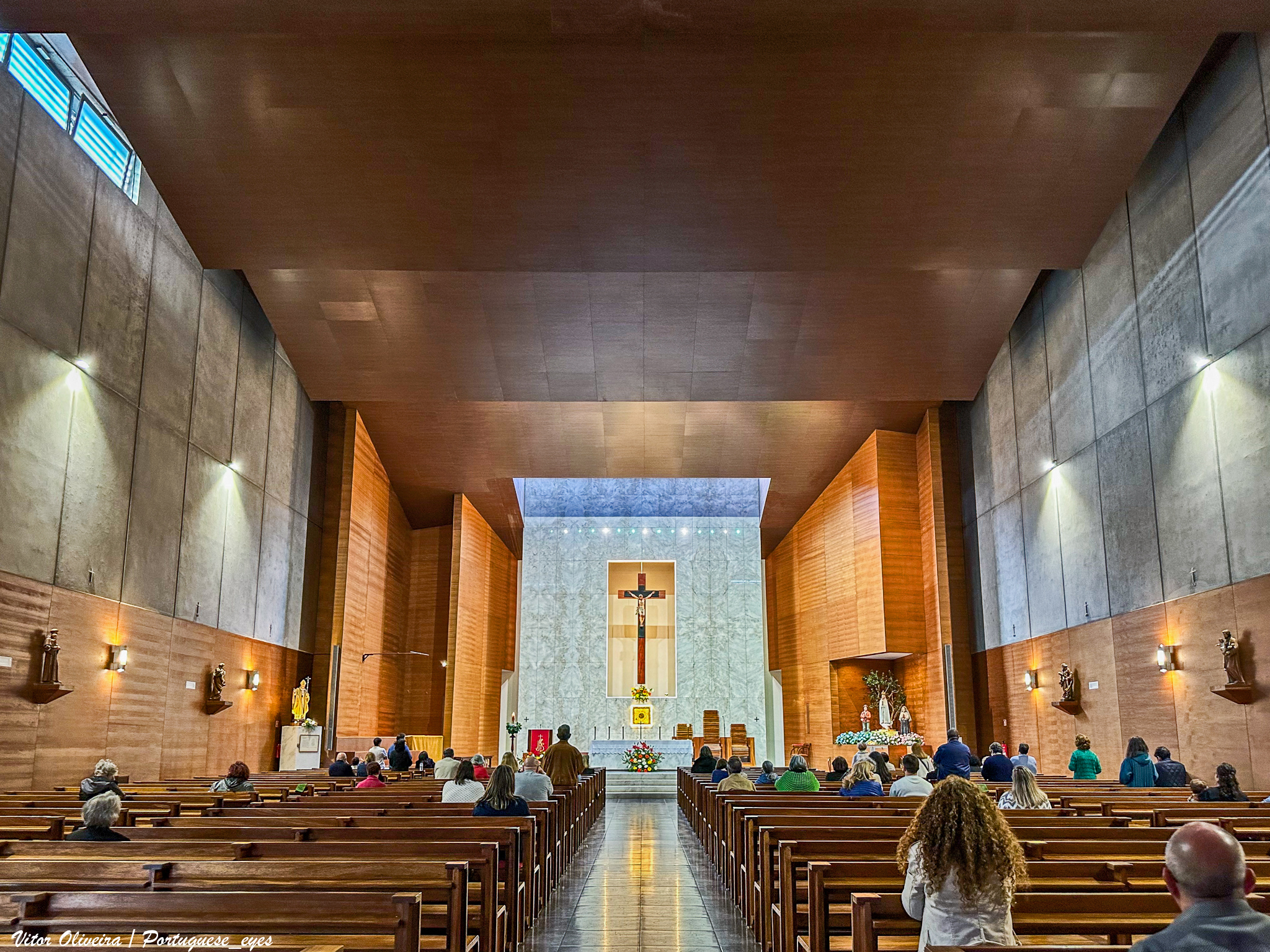

A Igreja dos Pastorinhos localiza-se em Alverca do Ribatejo. Foi inaugurada em 2005 e é a primeira igreja em Portugal dedicada aos Pastorinhos de Fátima.
A Paróquia de São Pedro de Alverca viu concretizar-se no domingo 1 de Maio 2005 aquilo que tinham batizado como «o milagre de Alverca»: a primeira igreja dedicada aos beatos Francisco e Jacinta Marto, popularmente chamados «pastorinhos de Fátima», foi benzida e dedicada numa cerimónia presidida pelo Cardeal-Patriarca de Lisboa, Dom José Policarpo, com a participação de muitos milhares de pessoas.
Aquando do início da construção, em 2002, a Irmã Lúcia, falecida em 13 de Fevereiro de 2005, enviou ao pároco local, Padre José Maria Cortes, uma mensagem onde referia que «com alegria tomei conhecimento e acompanho espiritualmente este momento tão desejado, em que vão ter início as obras da Nova Igreja de Alverca, pela graça de Deus dedicada aos bem-aventurados Francisco e Jacinta».
O conjunto integra uma igreja com capacidade para cerca de 500 pessoas sentadas, o Centro Paroquial «João Paulo II» de 2 andares e uma torre de 47 metros de altura.
A imagem de Nossa Senhora, oferecida pelo Santuário de Fátima, e as dos Pastorinhos, oferecidas pela Postulação para a sua canonização, foram transportadas por um helicóptero da Força Aérea Portuguesa para o estádio do Futebol Clube de Alverca, de onde seguiram em procissão até à nova igreja.
A torre da igreja recebe o segundo maior carrilhão da Europa, só superado por uma igreja na Alemanha: 72 sinos pesando no total 42 toneladas de bronze.